# Bohemund III.
Bohemund III. poznat pod nadimcima Dijete ili Mucavac (engleski Bohemond the Child ili Stammerer, francuski  Bohémond le Bambe ili le Baube) (1145. – 1201.), knez Antiohije od 1163. do 1201. Sin Raymonda od Poitiersa i Konstance, kćeri Bohemunda II.
Rene od Chatillona (engleski Reginald, Raynald ili Reynald of Châtillon, francuski Renaud de Châtillon), čitaj Rene od Šatijona, je došao u Svetu zemlju 1147. i stavio se prvo u službu jeruzalemskog kralja Baldvina III., a potom antiohijske kneginje Konstance, 1151. Konstanca, čiji je prvi suprug Raymond od Poitiersa poginuo 1149., zaljubila se u Renea i udala se 1153. Kao knez Antiohije, Rene je bio okrutan i nasilan. Prema latinskom patrijarhu Antiohije Aimeriju od Limogesa postupao je s nevjerojatnom okrutnošću kako bi iznudio novac od njega. Na poticaj bizantskog cara Manuela I. Komnena napao je armensku Ciliciju (današnja jugoistočna Anatolija), ali je nakon toga uspostavio mir s knezom Torosom II. i pridružio mu se u invaziji bizantskog Cipra. Manuel se osvetio 1159. kada je Rene morao postati njegov vazal. Sljedeće godine, muslimani su zarobili Renea i držali ga u zatočeništvu do 1176., kada se on vraća u Jeruzalem.
Godine 1163., Bohemund je dobio podršku u Antiohiji, preuzeo vlast i prognao svoju majku Konstancu, koja je ubrzo umrla. Sljedeće godine pretrpio je poraz i zarobili su ga muslimani. Utjecaj bizantskog cara Manuela I. Komnena osigurao je Bohemonduvo rano puštanje iz zatočeništva. Godine 1180. napušta svoju drugu ženu, Teodoru Komnenu, Manuelovu nećakinju zbog stanovite Sibile zbog čega je izopćen. S prvom ženom, princezom Orguilleuseom, imao je dva sina, Raymonda i Bohemunda (budući Bohemund IV.). Raymond je umro 1197., ostavivši iza sebe sina Raymonda Rubena. 
Problem koji je okupirao posljednje godine vladavine Bohemunda III. bio je utvrditi hoće li ga naslijediti njegov unuk Raymond Ruben ili njegov mlađi sin Bohemund, koji je postao grof Tripolija 1187. Bohemund mlađi je želio silom prigrabiti vlasti i čak je protjerao svog oca oko 1199. Oslobođen je naporima Lava II., armenskog kralja milošću cara Henrika VI. pa je Bohemund stariji ponovno postao knez. Bohemund III. umro je 1201., a naslijedio ga je sin Bohemund IV.